# Cassels donation
Cassels donation eller Cassels er et koncerthus og et folkets hus på højderne over minesamfundet Grängesberg i Ludvika kommun, Dalarnas län i Sverige. Bygningen er opkaldt efter bankieren Sir Ernest Cassel og opført efter et projekt af arkitekt Agi Lindegren i 1898. Cassels donation indgår i Ekomuseum Bergslagen.
Bygningsværket opførtes i 1896 efter at Sir Ernest Cassel havde doneret 250.000 svenske kronor til fonden Ernest Cassels arbetarefond, hvis formål var at skabe et Folkets hus med plads til bibliotek, læsesal, mødelokaler, fester og foredragsprogram, omgivet af en park til friluftsliv og idræt.
Bygningen domineres udvendigt af den tempellignende indgang der bæres af seks kolonnade i dorisk orden. I stueetagen ligger koncertsalen med 412 siddepladser og et podium med plads til 40 musikere. Salens gode akustik får ros af alle der har musiceret dér. Ved siden af salen findes et nodebibliotek og to klubværelser. På førstesalen findes festetagen og auditorium. Andensalen har en sal til dans, udstillinger og lignende. Cassel kom aldrig selv til Grängesberg for at se den bygning der bærer hans navn.
Det oprindelige hus nedbrændte valborgsaften 1992. Med hjælp af beskæftigelsesbidrag med mere genopbyggedes huset til sin oprindelige stand og stod klar i 1994. Takket være fotografier taget kort før branden kunne selv loftsmalerierne i salen rekonstrueres.
Cassels donation har været byggnadsminne siden den 26. august 1986.